# Värsting
Värsting är en term som ofta används i massmedia och vardagligt tal för att beteckna yngre våldsbrottslingar. En klassisk bild av värstingen är att denne redan tidigt i förskoleåldern ofta hamnade i bråk, och började slåss, för att sedermera bli någon som många är rädda för.